# Breakin’
Breakin’ ist ein US-amerikanischer Breakdance-Film von 1984. Der von Joel Silberg gedrehte Film schildert das Leben einer jungen Jazztänzerin, die zwei Breakdancer trifft und mit diesen Erfolg hat. Der Film kam im selben Jahr heraus wie Beat Street.
Der Film gibt einen guten Eindruck in die Hip-Hop-Szene. Unter anderem spielen im Film Ice-T, der sich selbst darstellt, und Jean-Claude Van Damme als Tänzer mit.

## Auszeichnungen
Der Film wurde 1984 für einen Young Artist Award in der Kategorie Best Family Motion Picture – Musical or Comedy nominiert.

## Hintergrund
- Der Soundtrack ist Breakin’... There’s No Stopping Us des One-Hit-Wonder-Duos Ollie & Jerry.
- Der heute bekannte Schauspieler Jean-Claude Van Damme sowie Michel Qissi sind in diesem Film als Statisten zu sehen.

## Fortsetzung
- Im selben Jahr erschien unter dem Titel Breakin’ 2 – Electric Boogaloo eine Fortsetzung des Films. Die Regie übernahm Sam Firstenberg, die Hauptrolle übernahm erneut Lucinda Dickey.